# Tangale jezici
Tangale jezici, jedan od dva ogranka jezične skupine bole-tangale iz Nigerije. 
Dijeli se na dvije odnovne podskupine, a) Dera (1), s jezikom dera ili kanakuru [kna], 20.000 (1973 SIL); i tangale vlastiti s jezicima kushi ili chong’e [kuh], 11.000 (1995 CAPRO); kutto ili kupto (kúttò) [kpa], 3.000 (1995); kwaami ili kwamanchi (komawa) [ksq], 10.000 (1990); pero ili filiya (pipero) [pip], 25.000 (1995 CAPRO); piya-kwonci ili ambandi (etnički naziv) [piy], 5.000 (1992); i tangale ili tangle [tan], 130.000 (1995 CAPRO).

## Vanjske poveznice
- Ethnologue (14th)
- Ethnologue (15th)